# 湖北省人民代表大会常务委员会
湖北省人民代表大会常务委员会（简称湖北省人大常委会）是湖北省人民代表大会的常设机关，对湖北省人民代表大会负责并报告工作。

## 历史沿革
中华人民共和国1954年宪法及地方组织法并未规定设置省级人大的常务机关。
1979年7月，第五届全国人民代表大会第二次会议通过《关于修正中华人民共和国宪法若干规定的决议》，其中规定：“县和县以上地方各级人民代表大会设立常务委员会，它是本级人民代表大会的常设机关”。1980年1月，湖北省人大五届二次会议选举产生省五届人大常务委员会。

## 主要职责
1. 根据省内具体情况和实际需要，在不同宪法、法律、行政法规相抵触的前提下，制定、修改、废止地方性法规，批准设区的市的人民代表大会及其常务委员会通过的地方性法规和民族自治地方人民代表大会通过的自治条例、单行条例；
2. 保证宪法、法律、行政法规和全国人民代表大会及其常务委员会决议在本省行政区域内的遵守和执行；
3. 领导或者主持省人民代表大会代表的选举，召集省人民代表大会会议；
4. 监督省人民政府、省监察委员会、省高级人民法院、省人民检察院的工作，联系省人民代表大会代表，受理人民群众对上述机关和国家工作人员的申诉和意见；
5. 依法任免省人大及其常委会有关人员，依照法律规定的权限决定国家机关工作人员的任免；
6. 宪法和法律赋予的其他职权。

## 机构设置
- 湖北省人大常委会办公厅
  - 秘书处
  - 政治建设处
  - 人事处
  - 外事处
  - 行政处
  - 文书处
  - 信息技术处
  - 接待处
  - 离退休干部处
- 湖北省人大常委会法规工作室
  - 办公室
  - 经济法规处
  - 综合法规处
  - 立法规划与法规实施监督处
  - 备案审查处
  - 法规审批工作处
- 湖北省人大常委会研究室
  - 综合处
  - 调研处
  - 宣传处
- 湖北省人大常委会代表工作委员会
- 湖北省人大常委会人事任免工作委员会
- 湖北省人大常委会预算工作委员会
- 湖北省人大常委会信访办公室（副厅级）

直属事业单位
- 翠柳宾馆（翠柳村客舍）
- 《楚天主人》杂志社

## 历届组成人员

### 第五届
- 任期：1980年1月－1983年4月
- 主任：陈丕显（1980年1月－1982年7月）
- 副主任：夏世厚、张秀龙、张旺午、刘晋、陶述曾、韩东山、林木森、胡金魁、饶兴礼、王海山、吕文远、唐哲、伍献文、江仲华
- 秘书长：栗栖

### 第六届
- 任期：1983年4月－1988年5月
- 主任：韩宁夫 → 黄知真（1986年5月16日－1988年5月14日）
- 副主任：李夫全、张秀龙（1986年5月辞任）、陶述曾、焦德秀、唐哲、张进先、伍献文、石川、林木森（1986年5月辞任）、褚传禹、王之卓、林少南、田英（1986年5月增补）、王瑞生（1986年5月增补）、黄正夏（1986年5月增补）、姜一（1987年5月增补）
- 秘书长：单一介

### 第七届
- 任期：1988年5月－1993年4月
- 主任：黄知真[3]
- 副主任：石川、田英、陶述曾、唐哲、王汉章、王之卓、王瑞生、李海忠、黄正夏、梁淑芬、王利滨、萧全涛、谢培栋（1992年4月增补）
- 秘书长：马胜魁

### 第八届
- 任期：1993年5月－1998年1月
- 主任：关广富
- 副主任：郑云飞、王汉章（1996年2月辞任）、王之卓、梁淑芬、萧全涛、谢培栋、徐晓春、林金铭、朱纯宣（1996年2月增补）、郝国道（1996年2月增补）
- 秘书长：刘学伦

### 第九届
- 任期：1998年1月－2003年1月
- 主任：关广富（1998年1月－2002年2月） → 俞正声（2002年2月－2003年1月）
- 副主任：邓国政、刘荣礼、李其凡、张洪祥（2001年2月增补[4]）、朱纯宣、郝国道、章治文、鲍隆清、吴华品、张忠俭、赵文源（2002年2月增补）、王守海（2002年2月增补）
- 秘书长：刘青岭

### 第十届
- 任期：2003年1月－2008年1月
- 主任：杨永良[5]
- 副主任：邓道坤（2005年1月－2008年1月）、赵文源、张洪祥（2003年1月－2006年1月[6]）、王守海、朱纯宣、高瑞科、贾天增、鲍隆清、纪玲芝、韩忠学（2006年1月[7]－2008年1月）
- 秘书长：张牢生 → 范兴元（2006年1月－2008年1月）

### 第十一届
- 任期：2008年1月－2013年1月
- 主任：罗清泉[8] → 李鸿忠（2011年2月－2013年1月）
- 副主任：苏晓云（2011年2月－2013年1月）、周坚卫（2008年1月－2011年2月）、刘友凡、任世茂、蒋大国（2008年1月－2012年1月）、李春明（2012年1月－2013年1月）、吴永文（2012年1月－2013年1月）、罗辉、周洪宇、林志慧（2011年2月－2013年1月）
- 秘书长：范兴元

### 第十二届
- 任期：2013年1月－2018年1月
- 主任：李鸿忠（2013年1月－2017年1月） → 蒋超良（2017年1月－2018年1月）
- 副主任：李春明、田承忠、赵斌（2013年1月－2016年1月[9]）、周洪宇、张岱梨（2015年2月－2018年1月）、尹汉宁（2015年2月－2018年1月）、王玲、王建鸣
- 秘书长：乔余堂（2013年1月－2017年1月） → 朱毅（2017年1月－2018年1月）

### 第十三届
- 任期：2018年1月－
- 主任：蒋超良（2018年1月－2020年3月[10]）、应勇（2020年6月-2023年1月）[11]－）
- 副主任：王玲、梁伟年（2020年1月－）、周洪宇、王建鸣（－2021年1月）、刘雪荣、刘晓鸣、胡志强、万勇（2021年1月－）、王艳玲（2022年1月－）、马国强（2022年1月－）
- 秘书长：朱毅（2018年1月－2018年11月[12]） → 王亚平（2019年1月－2022年1月） → 张爱国（2022年1月－）

### 第十四届
- 任期：2023年1月－
- 主任：王蒙徽（2023年1月－2025年1月） → 王忠林（2025年1月－）
- 副主任：王艳玲、马国强、刘雪荣、刘晓鸣、胡志强、杨云彦
- 秘书长：张爱国 [13]